# Échevannes (Doubs)
Échevannes – miejscowość i gmina we Francji, w regionie Burgundia-Franche-Comté, w departamencie Doubs.
Według danych na rok 1990 gminę zamieszkiwało 71 osób, a gęstość zaludnienia wynosiła 14 osób/km² (wśród 1786 gmin Franche-Comté Échevannes plasuje się na 672. miejscu pod względem liczby ludności, natomiast pod względem powierzchni na miejscu 801.).